# لوتربک
لوتربک (به آلمانی: Lutterbek) یک شهر در آلمان است که در Plön (District) واقع شده‌است. لوتربک ۳۹۰ نفر جمعیت دارد.